# Werner Bosch Orgelbau

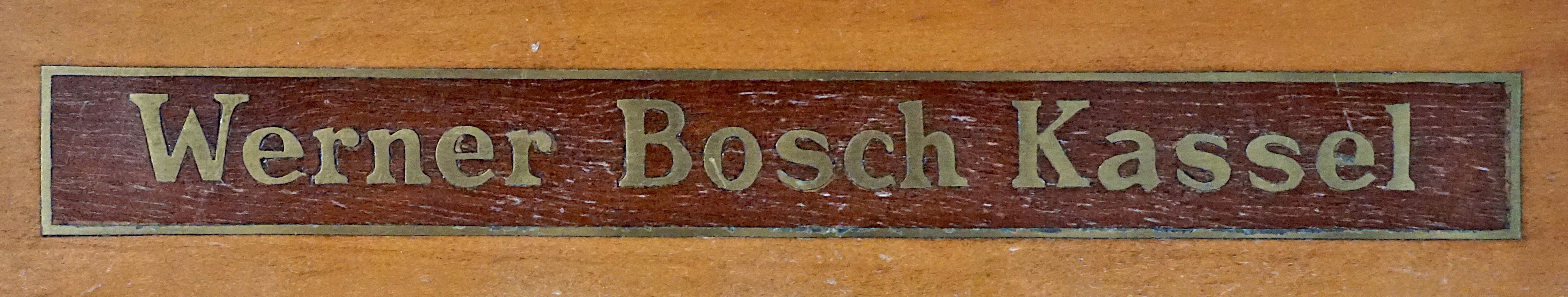
Firmenschild an einer Nebenorgel von Werner Bosch

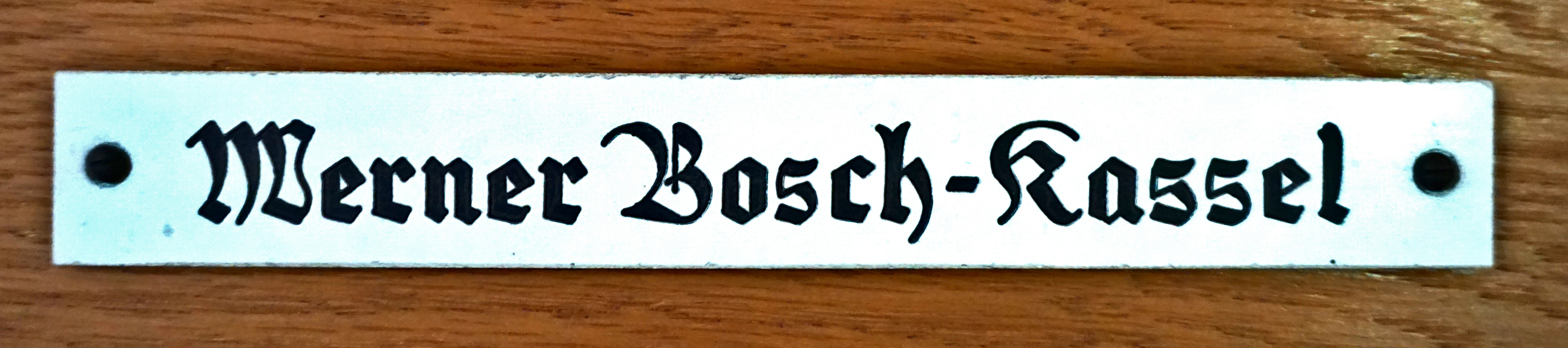
Firmenschild von Werner Bosch

Werner Bosch Orgelbau GmbH ist eine deutsche Orgelbaufirma mit Sitz in Niestetal im Landkreis Kassel in Hessen. Sie wurde 1945 von Werner Bosch (1916–1992) gegründet.

## Geschichte
Werner Bosch absolvierte seine Lehre bei M. Welte & Söhne in Freiburg im Breisgau. Aus seiner kurz vor dem Zweiten Weltkrieg gegründeten Werkstatt für Reparaturen an Orgeln wurde bald auch ein Unternehmen zum Bau von Orgeln. Aus der Kriegsgefangenschaft heimgekehrt, begann Bosch 1945 in Kassel mit dem Orgelbau und stellte ein Jahr später seine erste Orgel fertig. 1947 absolvierte er seine Meisterprüfung und gründete im gleichen Jahr das Pianohaus in Kassel, das er bis zu seinem Tod leitete. Er ließ sich dabei von berühmten Orgelbauern des 17. und 18. Jahrhunderts inspirieren, die auch andere Tasteninstrumente bearbeiteten. 
1954 zog er nach Sandershausen, einem Ortsteil von Niestetal. Weitere Umzüge folgten. So residierte das Pianohaus von 1957 bis 1986 immer mitten im Zentrum Kassels. Bis zum Jahre 2010 befand sich das Pianohaus an der Brüderstraße am Altmarkt in Kassel.
Bis 1999 wurden von dem Unternehmen Bosch Orgelbau über 900 Orgeln gebaut. Darüber hinaus werden auch historische Orgeln restauriert. Bosch arbeitet hauptsächlich in Deutschland, Japan und Korea, aber auch in der Schweiz, in Skandinavien und den USA. Werner Boschs Söhne Wolfgang und Michael verstarben 2007 und 2012. Nun führt sein Enkel Martin den Betrieb weiter.

## Werke (Auswahl)
| Opus | Jahr      | Ort                      | Kirche                                                                                    | Bild | Manuale | Register | Bemerkungen |
| ---- | --------- | ------------------------ | ----------------------------------------------------------------------------------------- | ---- | ------- | -------- | --- |
|      | 1950/1974 | Schlüchtern              | Stadtkirche St. Michael                                                                   |      | I/P     | 6        | Ursprünglich erbaut für Johanniskirche in Kassel (damals ohne Pedal); Aufstellung des Instrumentes mit damals neu angebautem Pedal 1974 in Schlüchtern. Erste mechanische Schleiflade der Firma Bosch. |
|      | 1953      | Affoldern                | Evangelische Kirche                                                                       |      | I/P     | 6        | Neubau |
|      | 1954/1956 | Darmstadt-Eberstadt      | St. Josef                                                                                 |      | II/P    | 17       | Erbaut unter Verwendung von Teilen einer Bernhard-Dreymann-Orgel von 1854 (Manuallade I, Pedallade, 3 Register). 2019 durch Neubau ersetzt                                                             |
| 100  | 1956      | Leimsfeld                | Evangelische Kirche                                                                       |      |         |          | |
|      | 1959      | Groß-Gerau               | Evangelische Stadtkirche                                                                  |      | III/P   | 37       | |
|      | 1959      | Kassel                   | Karlskirche                                                                               |      | III/P   | 31       | |
| 244  | 1960      | Marburg                  | Elisabethkirche, Chororgel                                                                |      | II/P    | 13       | |
|      | 1960      | Darmstadt                | Michaelskirche                                                                            |      | II/P    | 26       | |
|      | 1961      | Kassel                   | Christuskirche                                                                            |      | III/P   | 31       | |
| 233  | 1961      | Darmstadt                | Stadtkirche                                                                               |      | III/P   | 49       | mit neobarocker Disposition |
|      | 1962      | Kassel                   | Markuskirche, „Heinrich-Schütz-Orgel“                                                     |      | III/P   | 31       | |
| 300  | 1963      | Marburg                  | Elisabethkirche, Hauptorgel                                                               |      | III/P   | 55       | 2005 an polnische Kirche verkauft |
| 327  | 1963      | Darmstadt-Eberstadt      | St. Georg                                                                                 |      | II/P    | 17       | |
| 398  | 1964      | Darmstadt                | Andreaskirche                                                                             |      | II/P    | 10       | |
|      | 1964      | Kassel                   | Martinskirche                                                                             |      | III/P   | 52       | Disposition und Mensuren von Helmut Bornefeld; 2015 in Elisabethkirche Kassel umgesetzt |
|      | 1965      | Friedberg (Hessen)       | Stadtkirche                                                                               |      | III/P   | 44       | |
| 425  | 1966      | Wächtersbach-Aufenau     | Martin-Luther-Kirche                                                                      |      | II/P    | 10       | Orgel wurde nach der Entwidmung der Kirche (2023) verkauft. |
|      | 1966      | Kassel                   | Adventskirche                                                                             |      | II/P    | 23       | in einem nicht sichtbaren Schrankgehäuse |
| 618  | 1971      | Rheda                    | Evangelische Stadtkirche                                                                  |      | II/P    | 16       | [ 3 ] |
| 655  | 1965/1988 | Berlin                   | Lindenkirche                                                                              |      | V/P     | 86       | 1988 erweitert → Orgel |
|      | 1967      | Bebra                    | Auferstehungskirche                                                                       |      | II/P    | 26       | → Orgel |
| 500  | 1969      | St. Louis, USA           | Glendale Lutheran Church                                                                  |      | II/P    | 19       | |
|      | 1970      | Frankfurt-Preungesheim   | Festeburgkirche                                                                           |      | II/P    | 25       | |
|      | 1973–1975 | Darmstadt                | Heilig Kreuz                                                                              |      | II/P    | 21       | |
|      | 1974      | Witten                   | St. Franziskuskirche                                                                      |      | II/P    | 22       | |
|      | 1975      | Bergen-Enkheim           | Laurentiuskirche                                                                          |      | II/P    | 23       | → Orgel, seit 2014 umgebaut und erweitert in Evangelische Kirche Mittelheim |
|      | 1976      | Bad Homburg vor der Höhe | Herz-Jesu-Kirche                                                                          |      | II/P    | 26       | |
| 700  | 1977      | Guxhagen-Breitenau       | Klosterkirche                                                                             |      | II/P    | 22       | |
| 710  | 1978      | Schlüchtern              | Andachtsraum im Kreiskrankenhaus Schlüchtern                                              |      | I/P     | 4        | Pedal angehängt |
| 728  | 1981      | Schlüchtern              | Kirchenmusikakademie (Karolingische Krypta im Kloster Schlüchtern)                        |      | I/P     | 4        | Pedal angehängt |
| 750  | 1982      | Fritzlar                 | Evangelische Stadtkirche                                                                  |      | II/P    | 30       | |
| 763  | 1983      | Schlüchtern              | Kirchenmusikakademie (Westturm im Kloster Schlüchtern)                                    |      | II/P    | 6        | |
| 772  | 1984      | Grafenau (Niederbayern)  | Pfarrkirche Mariä Himmelfahrt                                                             |      | III/P   | 7        | |
| 749  | 1984/1985 | Berlin-Britz             | Kapelle für die Bundesgartenschau Weitergabe an die Alte Nazarethkirche in Berlin-Wedding |      | II/P    |          | |
| 800  | 1987      | Morges, Schweiz          | Église Paroissiale                                                                        |      | II/P    | 20       | |
| 810  | 1988      | Gesees                   | St. Marien zum Gesees                                                                     |      | II/P    | 19       | im Rokoko-Gehäuse |
| 830  | 1990 (?)  | Kirchenlamitz            | Gottesackerkirche                                                                         |      | II/P    | 11       | u. 1 Vorabzug → Orgel |
| 842  | 1991      | Bruchköbel               | Ev. Jakobuskirche                                                                         |      | II/P    | 23       | zwei freie Kombinationen |
| 860  | 1992      | Kassel                   | Friedenskirche                                                                            |      | III/P   | 41       | |
| 876  | 1995      | Ostseebad Heringsdorf    | Stella Maris                                                                              |      | II/P    | 9        | erbaut für die katholische Akademie Berlin, nach 2000 Umsetzung nach Ostseebad Heringsdorf → Orgel |
|      | 1996      | Fallersleben             | Mutterschaft Mariens                                                                      |      | II/P    | 19       | ursprünglich 15 Register |
|      | 1998      | Schlüchtern-Niederzell   | Petrus-Lotichius-Kirche                                                                   |      | II/P    | 11       | Neubau im Ratzmann-Gehäuse von 1912 unter Verwendung alter Register |
| 900  | 1999      | Tokio, Japan             | Fujimicho-Kirche                                                                          |      | III/P   | 45       | |
| 907  | 1999      | Schlüchtern              | Kirchenmusikakademie                                                                      |      | III/P   | 11       | Meisterstück von Martin Bosch, ursprünglich 10 Register (Erweiterung in 2005) |
| 910  | 2000      | Berlin                   | St. Thomas von Aquin (Akademiekirche)                                                     |      | II/P    | 10       | → Orgel |
| 920  | 2005      | Nidderau-Ostheim         | Ev. Kirche                                                                                |      | II/P    | 16       | |
| 932  | 2007      | Seoul, Korea             | Salt & Light Presbyterian Church                                                          |      | III/P   | 28       | |
| 950  | 2019      | Darmstadt-Eberstadt      | St. Josef                                                                                 |      | II/P    | 25       | Erbaut unter Verwendung von zahlreichen Registern des Vorgängerinstrumentes (s. o. 1954/56) sowie Teilen einer Bernhard-Dreymann-Orgel von 1854 (Manuallade II, 3 Register)                            |